# 마리안 힐
매리언 힐(Marian Hill)는 미국 펜실베이니아주 필라델피아 출신 음악 듀오이다. 구성원은 프로덕션 아티스트 제레미 로이드(Jeremy Lloyd)와 보컬리스트 서맨사 곤골(Samantha Gongol)이다. 듀오 이름은 뮤지컬 《뮤직 맨》(The Music Man)의 캐릭터인 매리언 파루와 해롤드 힐의 이름을 따서 지었다.

## 음반 목록

### 정규 앨범
- Act One (2016)
- Unusual (2018)

### EP
- Play (2013)
- Sway (2015)
- Cozy (2021)